# Atsuhiko Ejiri
Atsuhiko Ejiri (江尻 篤彦 Ejiri Atsuhiko?), född 12 juli 1967 i Shizuoka prefektur, är en japansk före detta fotbollsspelare.
Ejiri började sin karriär 1990 i Furukawa Electric (JEF United Ichihara). Han avslutade karriären 1998.